# 김응선 (1964년)
김응선(金應善, 1964년 9월 13일 ~ )은 대한민국의 정치인이다. 제6·8대 보은군의원을 역임했다.

## 학력
- 보은농업고등학교 졸업

## 경력
- 보은농협 감사
- (사)한국농업경영인보은군연합회 회장
- 삼년성농원 운영
- 2010.07 ~ 2014.06: 제6대 충청북도 보은군의회 의원
- 2018.07 ~ 2022.06: 제8대 충청북도 보은군의회 의원

## 역대 선거 결과
|  | 27.67% |

|  | 22.23% |

|  | 36.1% |

|  | 32.46% |